# Аверко-Антонович, Людмила Александровна
Людмила Александровна Аверко-Антонович (род. 17 декабря 1936, Луганск, Донецкая область, СССР) — химик-технолог, доктор технических наук (1978), профессор (1980), заслуженный деятель науки и техники ТАССР (1987).

## Биография
Родилась 17 декабря 1936 года в городе Луганск Донецкой области.
В 1959 году окончила Казанский химико-технологический институт, работала там же до 1993 года.
Муж — Аверко-Антонович, Юрий Олегович, их дочь — Ирина.

## Научная деятельность
Труды по физике и химии высокомолекулярных соединений. Исследования связаны с полисульфидными олигомерами (жидкими тиоколами). Синтезировала и предложила новые типы сополимерных тиоколов, один из которых был освоен промышленностью и позволил решить серьёзную проблему спецтехники.
Под руководством Л. А. Аверко-Антонович разработаны герметики строительного назначения, которые затем впервые были применены в крупнопанельном домостроении и при строительстве Казанского цирка; созданы новые виды материалов каталитическим соотверждением олигомеров различной химической природы при низких температурах, из них тиоуретановые и тиоэфирные освоены промышленностью. Предложила использование в качестве доноров серы при вулканизации каучуков общего назначения сополимеры серы с олефинами, диенами.

## Награды
Награждена орденом «Знак Почета», медалями.

## Сочинения
Полисульфидные олигомеры и герметики на их основе. Л., 1983 (соавтор).
Химия и технология синтетического каучука. Учеб. Л., 1987 (соавтор).
Модификация герметиков на основе полисульфидных олигомеров: Обзор // Высокомолекулярные соединения. 1989. Т. 31А, № 2 (соавтор).